# Masullas
Masullas – miejscowość i gmina we Włoszech, w regionie Sardynia, w prowincji Oristano. Graniczy z Gonnoscodina, Gonnostramatza, Mogoro, Morgongiori, Pompu, Simala, Siris i Uras.
Według danych na rok 2004 gminę zamieszkiwało 1190 osób, 66,1 os./km².